# Lista de obras de Edgar Allan Poe

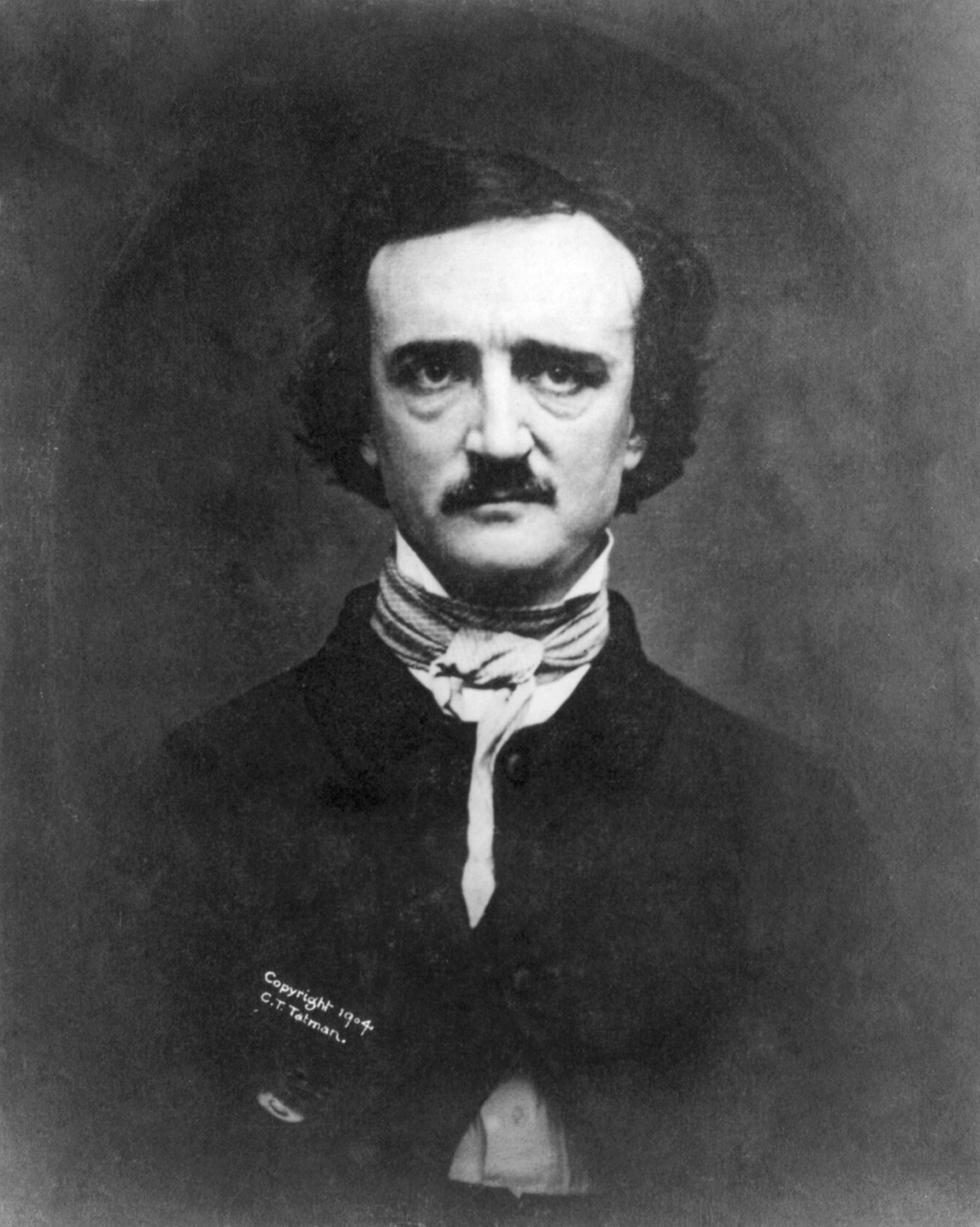
Edgar Allan Poe.

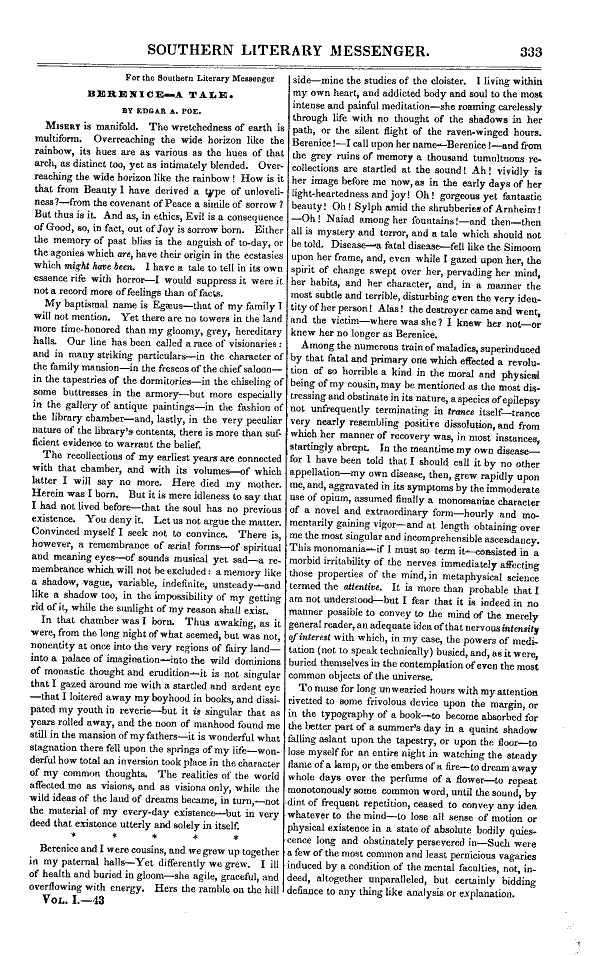
Publicação Original de "Berenice" (1835)

As obras do autor norte-americano Edgar Allan Poe (19 de janeiro de 1809 - 7 de outubro de 1849) incluem muitas poesias, poemas, contos e um romance. Sua ficção abrange vários gêneros, incluindo ficção de terror, aventura, ficção científica e ficção policial, um gênero que ele é creditado como inventor. Estas obras são geralmente consideradas como parte do movimento do romantismo sombrio, uma reação literária ao transcendentalismo do tempo. Em suas teorias literárias Poe reflete: não concordava com o didatismo e alegoria. Poe perseguiu a originalidade de suas obras, e não gostava de provérbios. Ele sempre incluiu elementos de pseudociências populares, como a frenologia e fisionomia. Seus temas recorrentes lidam com questões da morte, incluindo os seus sinais físicos, os efeitos da decomposição, as preocupações sobre o enterro prematuro, a reanimação dos mortos e do luto. Apesar de ser conhecido como um dos principais representantes do horror gótico, Poe não inventou o gênero, ele estava seguindo uma longa tradição popular.

## Poesia
| Título original             | Título em Português  | Data de publicação      | Primeira publicação em                | Notas                                                                                 |
| --------------------------- | -------------------- | ----------------------- | ------------------------------------- | ------------------------------------------------------------------------------------- |
| "Poetry"                    |                      | 1824                    | Nunca publicado em vida de Poe        | [ 1 ]                                                                                 |
| "O, Tempora! O, Mores!"     |                      | 1825                    | Nunca publicado em vida de Poe        | Não autenticado como de Poe                                                           |
| "Tamerlane"                 | Tamerlane            | Julho de 1827           | Tamerlane and Other Poems             | [ 3 ]                                                                                 |
| "Song"                      |                      | Julho de 1827           | Tamerlane and Other Poems             | [ 4 ]                                                                                 |
| "Imitation"                 |                      | Julho de 1827           | Tamerlane and Other Poems             | [ 4 ]                                                                                 |
| "A Dream"                   |                      | Julho de 1827           | Tamerlane and Other Poems             | [ 4 ]                                                                                 |
| "The Lake"                  |                      | Julho de 1827           | Tamerlane and Other Poems             | [ 3 ]                                                                                 |
| "Spirits of the Dead"       |                      | Julho de 1827           | Tamerlane and Other Poems             | [ 3 ]                                                                                 |
| "Evening Star"              |                      | Julho de 1827           | Tamerlane and Other Poems             | [ 3 ]                                                                                 |
| "Dreams"                    |                      | Julho de 1827           | Tamerlane and Other Poems             | [ 5 ]                                                                                 |
| "Stanzas"                   |                      | Julho de 1827           | Tamerlane and Other Poems             | [ 6 ]                                                                                 |
| "The Happiest Day"          |                      | 15 de Setembro de 1827  | The North American                    | [ 4 ]                                                                                 |
| "To Margaret"               |                      | cerca de 1827           | Nunca publicado em vida de Poe        | [ 7 ]                                                                                 |
| "Alone"                     |                      | 1829                    | Nunca publicado em vida de Poe        | [ 8 ]                                                                                 |
| "To Isaac Lea"              |                      | cerca de 1829           | Nunca publicado em vida de Poe        | [ 9 ]                                                                                 |
| "To The River ——"           |                      | 1829                    | Al Aaraaf, Tamerlane, and Minor Poems | [ 10 ]                                                                                |
| "To ——"                     |                      | 1829                    | Al Aaraaf, Tamerlane, and Minor Poems | Começa "The bowers whereat, in dreams…"                                               |
| "To ——"                     |                      | 1829                    | Al Aaraaf, Tamerlane, and Minor Poems | Começa "Should my early life seem…"                                                   |
| "Romance"                   |                      | 1829                    | Al Aaraaf, Tamerlane, and Minor Poems | [ 4 ]                                                                                 |
| "Fairy-Land"                |                      | 1829                    | Al Aaraaf, Tamerlane, and Minor Poems | [ 4 ]                                                                                 |
| "To Science"                |                      | 1829                    | Al Aaraaf, Tamerlane, and Minor Poems | [ 12 ]                                                                                |
| "Al Aaraaf"                 |                      | 1829                    | Al Aaraaf, Tamerlane, and Minor Poems | [ 4 ]                                                                                 |
| "An Acrostic"               |                      | 1829                    | Nunca publicado em vida de Poe        | [ 4 ]                                                                                 |
| "Elizabeth"                 |                      | 1829                    | Nunca publicado em vida de Poe        | [ 13 ]                                                                                |
| "To Helen"                  |                      | 1831                    | Poems by Edgar A. Poe                 | [ 13 ]                                                                                |
| "A Paean"                   |                      | 1831                    | Poems by Edgar A. Poe                 | [ 14 ]                                                                                |
| "The Sleeper"               |                      | 1831                    | Poems by Edgar A. Poe                 | [ 14 ]                                                                                |
| "The City in the Sea"       | A Cidade do Mar      | 1831                    | Poems by Edgar A. Poe                 | [ 14 ]                                                                                |
| "The Valley of Unrest"      |                      | 1831                    | Poems by Edgar A. Poe                 | [ 14 ]                                                                                |
| "Israfel"                   |                      | 1831                    | Poems by Edgar A. Poe                 | [ 14 ]                                                                                |
| "Enigma"                    |                      | 2 de Fevereiro de 1833  | Baltimore Saturday Visiter            | [ 15 ]                                                                                |
| "Fanny"                     |                      | 18 de Maio de 1833      | Baltimore Saturday Visiter            | [ 16 ]                                                                                |
| "The Coliseum"              |                      | 26 de Outubro de 1833   | Baltimore Saturday Visiter            | [ 17 ]                                                                                |
| "Serenade"                  |                      | 20 de Abril de 1833     | Baltimore Saturday Visiter            | [ 18 ]                                                                                |
| "To One in Paradise"        |                      | Janeiro de 1834         | Godey's Lady's Book                   | [ 10 ]                                                                                |
| "Hymn"                      |                      | Abril de 1835           | Southern Literary Messenger           | [ 19 ]                                                                                |
| "To Elizabeth"              |                      | Setembro de 1835        | Southern Literary Messenger           | Republicado como "To F——s S. O——d" em 1845                                            |
| "May Queen Ode"             |                      | cerca de 1836           | Nunca publicado em vida de Poe        | [ 20 ]                                                                                |
| "Spiritual Song"            |                      | 1836                    | Nunca publicado em vida de Poe        | [ 21 ]                                                                                |
| "Latin Hymn"                |                      | Março de 1836           | Southern Literary Messenger           | [ 22 ]                                                                                |
| "Bridal Ballad"             |                      | Janeiro de 1837         | Southern Literary Messenger           | Originalmente publicado como "Ballad"                                                 |
| "To Zante"                  |                      | Janeiro de 1837         | Southern Literary Messenger           | [ 12 ]                                                                                |
| "The Haunted Palace"        | O Palácio Assombrado | Abril de 1839           | American Museum                       | [ 24 ]                                                                                |
| "Silence–A Sonnet"          |                      | 4 de Janeiro de 1840    | Saturday Courier                      | [ 25 ]                                                                                |
| "Lines on Joe Locke"        |                      | 28 de Fevereiro de 1843 | Saturday Museum                       | [ 26 ]                                                                                |
| "The Conqueror Worm"        | O Verme Vencedor     | Janeiro de 1843         | Graham's Magazine                     | [ 27 ]                                                                                |
| "Lenore"                    |                      | Feveiro de 1843         | The Pioneer                           | [ 28 ]                                                                                |
| "A Campaign Song"           |                      | 1844                    | Nunca publicado em vida de Poe        | [ 29 ]                                                                                |
| "Dream-Land"                |                      | Junho de 1844           | Graham's Magazine                     | [ 27 ]                                                                                |
| "Impromptu. To Kate Carol"  |                      | 26 de Abril de 1845     | Broadway Journal                      | [ 30 ]                                                                                |
| "To F——"                    |                      | Abril de 1845           | Broadway Journal                      | Republicado como "To Frances" em 6 de setembro de 1845, na edição do Broadway Journal |
| "Eulalie"                   |                      | Julho de 1845           | American Review: A Whig Journal       | [ 31 ]                                                                                |
| "Epigram for Wall Street"   |                      | 23 de Janeiro de 1845   | Evening Mirror                        | [ 32 ]                                                                                |
| "The Raven"                 | O Corvo              | 29 de Janeiro de 1845   | Evening Mirror                        | [ 33 ]                                                                                |
| "The Divine Right of Kings" |                      | Outubro de 1845         | Graham's Magazine                     | [ 34 ]                                                                                |
| "A Valentine"               |                      | 21 de Fevereiro de 1846 | Evening Mirror                        | Originalmente publicado como "To Her Whose Name Is Written Below"                     |
| "Beloved Physician"         |                      | 1847                    | Nunca publicado em vida de Poe        | Incompleto                                                                            |
| "Deep in Earth"             |                      | 1847                    | Nunca publicado em vida de Poe        | Incompleto                                                                            |
| "To M. L. S—— (1847)"       |                      | 13 de Março de 1847     | The Home Journal                      | [ 13 ]                                                                                |
| "Ulalume"                   |                      | Dezembro de 1847        | American Whig Review                  | [ 38 ]                                                                                |
| "Lines on Ale"              |                      | 1848                    | Nunca publicado em vida de Poe        | [ 39 ]                                                                                |
| "To Marie Louise"           |                      | Março de 1848           | Columbian Magazine                    | [ 40 ]                                                                                |
| "An Enigma"                 |                      | Março de 1848           | Union Magazine of Literature and Art  | [ 38 ]                                                                                |
| "To Helen"                  |                      | Novembro de 1848        | Sartain's Union Magazine              | [ 13 ]                                                                                |
| "A Dream Within a Dream"    |                      | 31 de Março de 1849     | The Flag of Our Union                 | [ 38 ]                                                                                |
| "Eldorado"                  |                      | 21 de Abril de 1849     | Flag of Our Union                     | [ 41 ]                                                                                |
| "For Annie"                 |                      | 28 de Abril de 1849     | Flag of Our Union                     | [ 38 ]                                                                                |
| "To My Mother"              |                      | 7 de Julho de 1849      | Flag of Our Union                     | [ 10 ]                                                                                |
| "Annabel Lee"               | Annabel Lee          | 9 de Outubro de 1849    | New York Daily Tribune                | Vendido antes da morte de Poe, mas publicado postumamente                             |
| "The Bells"                 |                      | Novembro de 1849        | Sartain's Union Magazine              | Vendido antes da morte de Poe, mas publicado postumamente                             |

## Contos
| Título original                                      | Título em Portugês                               | Data de Publicação                                                  | Primeira publicação em                                | Gênero                            | Notas |
| ---------------------------------------------------- | ------------------------------------------------ | ------------------------------------------------------------------- | ----------------------------------------------------- | --------------------------------- | --- |
| "Metzengerstein"                                     |                                                  | 14 de Janeiro de 1832                                               | Philadelphia Saturday Courier                         | Horror / Sátira                   | Primeiramente publicação anonimamente com o subtítulo "A Tale in Imitation of the German"                                                                           |
| "The Duc De L'Omelette"                              |                                                  | 3 de Março de 1832                                                  | Philadelphia Saturday Courier                         | Humor                             | Originalmente "The Duke of l'Omelette" |
| "A Tale of Jerusalem"                                |                                                  | 9 de Junho de 1832                                                  | Philadelphia Saturday Courier                         | Humor                             | [ 45 ] |
| "Loss of Breath"                                     |                                                  | 10 de Novembro de 1832                                              | Philadelphia Saturday Courier                         | Humor                             | Originalmente "A Decided Loss" |
| "Bon-Bon"                                            |                                                  | 1 de Dezembro de 1832                                               | Philadelphia Saturday Courier                         | Humor                             | Originalmente "The Bargain Lost" |
| "MS. Found in a Bottle"                              | Manuscrito Encontrado em uma Garrafa             | 19 de Outubro de 1833                                               | Baltimore Saturday Visiter                            | Aventura                          | [ 46 ] |
| "The Assignation"                                    | O Encontro Marcado                               | Janeiro de 1834                                                     | Godey's Lady's Book                                   | Horror                            | Originalmente "The Visionary", publicado anonimamente |
| "Berenice"                                           | Berenice                                         | Março de 1835                                                       | Southern Literary Messenger                           | Horror                            | [ 19 ] |
| "Morella"                                            | Morella                                          | Abril de 1835                                                       | Southern Literary Messenger                           | Horror                            | [ 19 ] |
| "Lionizing"                                          |                                                  | Maio de 1835                                                        | Southern Literary Messenger                           | Sátira                            | Subtítulo: "A Tale" |
| "The Unparalleled Adventure of One Hans Pfaall"      |                                                  | Junho de 1835                                                       | Southern Literary Messenger                           | Aventura                          | [ 19 ] |
| "King Pest"                                          | O Rei Peste                                      | Setembro de 1835                                                    | Southern Literary Messenger                           | Horror / Humor                    | Originalmente "King Pest the First", publicado anonimamente |
| "Shadow - A Parable"                                 |                                                  | Setembro de 1835                                                    | Southern Literary Messenger                           | Horror                            | publicado anonimamente |
| "Four Beasts in One - The Homo-Cameleopard"          | Quatro Bestas em Um - O Homem-Camelopardo        | Março de 1836                                                       | Southern Literary Messenger                           | Humor                             | Originalmente "Epimanes" |
| "Mystification"                                      |                                                  | Junho de 1837                                                       | American Monthly Magazine                             | Humor                             | Originalmente "Von Jung, the Mystific" |
| "Silence — A Fable"                                  | Silencio                                         | 1838                                                                | Baltimore Book                                        | Humor                             | Originalmente "Siope — A Fable" |
| "Ligeia"                                             | Ligeia                                           | Setembro de 1838                                                    | Baltimore American Museum                             | Horror                            | Republicado em 15 de fevereiro de 1845 emissão do New York World, incluído o poema "The Conqueror Worm", como as palavras escritas por Ligeia em seu leito de morte |
| "How to Write A Blackwood Article"                   |                                                  | Novembro de 1838                                                    | Baltimore American Museum                             | Paródia                           | Uma introdução à "A Predicament" |
| "A Predicament"                                      |                                                  | Novembro de 1838                                                    | Baltimore American Museum                             | Paródia                           | Companheiro para "How to Write A Blackwood Article," originalmente "The Scythe of Time"                                                                             |
| "The Devil in the Belfry"                            | O Diabo no Campanário                            | 18 de Maio de 1839                                                  | Saturday Chronicle and Mirror of the Times            | Humor / Sátira                    | [ 53 ] |
| "The Man That Was Used Up"                           |                                                  | Agosto de 1839                                                      | Burton's Gentleman's Magazine                         | Sátira                            | [ 54 ] |
| "The Fall of the House of Usher"                     | A Queda da Casa de Usher                         | Setembro de 1839                                                    | Burton's Gentleman's Magazine                         | Horror                            | [ 55 ] |
| "William Wilson"                                     | William Wilson                                   | Outubro de 1839                                                     | The Gift: A Christmas and New Year's Present for 1840 | Horror                            | [ 56 ] |
| "The Conversation of Eiros and Charmion"             |                                                  | Dezembro de 1839                                                    | Burton's Gentleman's Magazine                         | Ficção científica                 | [ 56 ] |
| "Why the Little Frenchman Wears His Hand in a Sling" |                                                  | 1840                                                                | Tales of the Grotesque and Arabesque                  | Humor                             | [ 57 ] |
| "The Business Man"                                   |                                                  | Fevereiro de 1840                                                   | Burton's Gentleman's Magazine                         | Humor                             | Originalmente "Peter Pendulum" |
| "The Man of the Crowd"                               | O Homem da Multidão                              | Dezembro de 1840                                                    | Graham's Magazine                                     | Horror                            | [ 58 ] |
| "The Murders in the Rue Morgue"                      | Os Assassinatos da Rua Morgue                    | Abril de 1841                                                       | Graham's Magazine                                     | Romance policial                  | [ 59 ] |
| "A Descent into the Maelström"                       | Uma Descida ao Maelström                         | Abril de 1841                                                       | Graham's Magazine                                     | Aventura                          | [ 57 ] |
| "The Island of the Fay"                              | A Ilha da Fada                                   | Junho de 1841                                                       | Graham's Magazine                                     | Fantasia                          | [ 57 ] |
| "The Colloquy of Monos and Una"                      |                                                  | Agosto de 1841                                                      | Graham's Magazine                                     | Ficção científica                 | [ 60 ] |
| "Never Bet the Devil Your Head"                      | Nunca Aposte sua Cabeça com o Diabo              | Setembro de 1841                                                    | Graham's Magazine                                     | Sátira                            | Subtítulo: "A Tale with a Moral" |
| "Eleonora"                                           | Eleonora                                         | outono de 1841                                                      | The Gift for 1842                                     | Romance                           | [ 62 ] |
| "Three Sundays in a Week"                            |                                                  | 27 de Novembro de 1841                                              | Saturday Evening Post                                 | Humor                             | Originalmente "A Succession of Sundays" |
| "The Oval Portrait"                                  | O Retrato Oval                                   | Abril de 1842                                                       | Graham's Magazine                                     | Horror                            | Originalmente "Life in Death" |
| "The Masque of the Red Death"                        | A Máscara da Morte Rubra                         | Maio de 1842                                                        | Graham's Magazine                                     | Horror                            | Originalmente "The Mask of the Red Death" |
| "The Landscape Garden"                               |                                                  | Outubro de 1842                                                     | Snowden's Ladies' Companion                           | Esboço                            | Mais tarde incorporada a "The Domain of Arnheim" |
| "The Mystery of Marie Rogêt"                         | O Mistério de Marie Rogêt                        | Novembro de 1842, Dezembro de 1842, Fevereiro de 1843 (serializado) | Snowden's Ladies' Companion                           | Ficção policial                   | Subtítulo original: "A Sequel to 'The Murders in the Rue Morgue'"                                                                                                   |
| "The Pit and the Pendulum"                           | O Poço e o Pêndulo                               | 1842–1843                                                           | The Gift: A Christmas and New Year's Present          | Horror                            | [ 68 ] |
| "The Tell-Tale Heart"                                | O Coração Delator                                | Janeiro de 1843                                                     | The Pioneer                                           | Horror                            | [ 69 ] |
| "The Gold-Bug"                                       | O Escaravelho de Ouro                            | Junho de 1843                                                       | Dollar Newspaper                                      | Aventura                          | [ 70 ] |
| "The Black Cat"                                      | O Gato Preto                                     | 19 de Agosto de 1843                                                | United States Saturday Post                           | Horror                            | [ 71 ] |
| "Diddling"                                           |                                                  | Outubro de 1843                                                     | Philadelphia Saturday Courier                         | Paródia                           | Originalmente "Raising the Wind; or, Diddling Considered as One of the Exact Sciences"                                                                              |
| "The Spectacles"                                     |                                                  | 27 de Março de 1844                                                 | Dollar Newspaper                                      | Humor                             | [ 73 ] |
| "A Tale of the Ragged Mountains"                     |                                                  | Abril de 1844                                                       | Godey's Lady's Book                                   | Ficção científica, Aventura       | [ 73 ] |
| "The Premature Burial"                               | O Enterro Prematuro                              | 31 de Julho de 1844                                                 | Dollar Newspaper                                      | Horror                            | [ 74 ] |
| "Mesmeric Revelation"                                |                                                  | Agosto de 1844                                                      | Columbian Magazine                                    | Ficção científica                 | [ 75 ] |
| "The Oblong Box"                                     |                                                  | Setembro de 1844                                                    | Godey's Lady's Book                                   | Horror                            | [ 76 ] |
| "The Angel of the Odd"                               |                                                  | Outubro de 1844                                                     | Columbian Magazine                                    | Humor                             | Subtítulo: "An Extravaganza" |
| "Thou Art the Man"                                   |                                                  | Novembro de 1844                                                    | Godey's Lady's Book                                   | Ficção policial / Sátira          | [ 76 ] |
| "The Literary Life of Thingum Bob, Esq."             |                                                  | Dezembro de 1844                                                    | Southern Literary Messenger                           | Humor                             | [ 76 ] |
| "The Purloined Letter"                               | A Carta Roubada                                  | 1844–1845                                                           | The Gift: A Christmas and New Year's Present          | Ficção policial                   | [ 78 ] |
| "The Thousand-and-Second Tale of Scheherazade"       |                                                  | Feveriro de 1845                                                    | Godey's Lady's Book                                   | Humor                             | Concebido como um sequência para One Thousand and One Nights |
| "Some Words with a Mummy"                            | Pequena Conversa com uma Múmia                   | Abril de 1845                                                       | American Review: A Whig Journal                       | Sátira                            | [ 80 ] |
| "The Power of Words"                                 |                                                  | Junho de 1845                                                       | Democratic Review                                     | Ficção científica                 | [ 81 ] |
| "The Imp of the Perverse"                            | O Demônio da Perversidade                        | Julho de 1845                                                       | Graham's Magazine                                     | Horror                            | [ 82 ] |
| "The System of Doctor Tarr and Professor Fether"     | O Sistema do Doutor Alcatrão e do Professor Pena | Novembro de 1845                                                    | Graham's Magazine                                     | Humor                             | [ 83 ] |
| "The Facts in the Case of M. Valdemar"               | A Verdade no Caso do Sr. Valdemar                | Dezembro de 1845                                                    | The American Review                                   | Horror / Ficção científica / Hoax | Originalmente "The Facts of M. Valdemar's Case" |
| "The Sphinx"                                         | A Esfinge                                        | Janeiro de 1846                                                     | Arthur's Ladies Magazine                              | Sátira                            | [ 85 ] |
| "The Cask of Amontillado"                            | O Barril de Amontillado                          | Novembro de 1846                                                    | Godey's Lady's Book                                   | Horror                            | [ 86 ] |
| "The Domain of Arnheim"                              |                                                  | Março de 1847                                                       | Columbian Lady's and Gentleman's Magazine             | Esboço                            | Expansão da história anterior "The Landscape Garden" |
| "Mellonta Tauta"                                     |                                                  | Fevereiro de 1849                                                   | Flag of Our Union                                     | Ficção científica / Hoax          | [ 88 ] |
| "Hop-Frog"                                           | Hop-Frog                                         | 17 de Março de 1849                                                 | Flag of Our Union                                     | Horror                            | Subtítulo: "Or, The Eight Chained Ourang-Outangs" |
| "Von Kempelen and His Discovery"                     |                                                  | 14 de Abril de 1849                                                 | Flag of Our Union                                     | Hoax                              | [ 38 ] |
| "X-ing a Paragrab"                                   |                                                  | 12 de Maio de 1849                                                  | Flag of Our Union                                     | Humor                             | [ 89 ] |
| "Landor's Cottage"                                   |                                                  | 9 de Junho de 1849                                                  | Flag of Our Union                                     | Esboço                            | Originalmente "Landor's Cottage: A Pendant to 'The Domain of Arnheim'"                                                                                              |

## Outras Obras

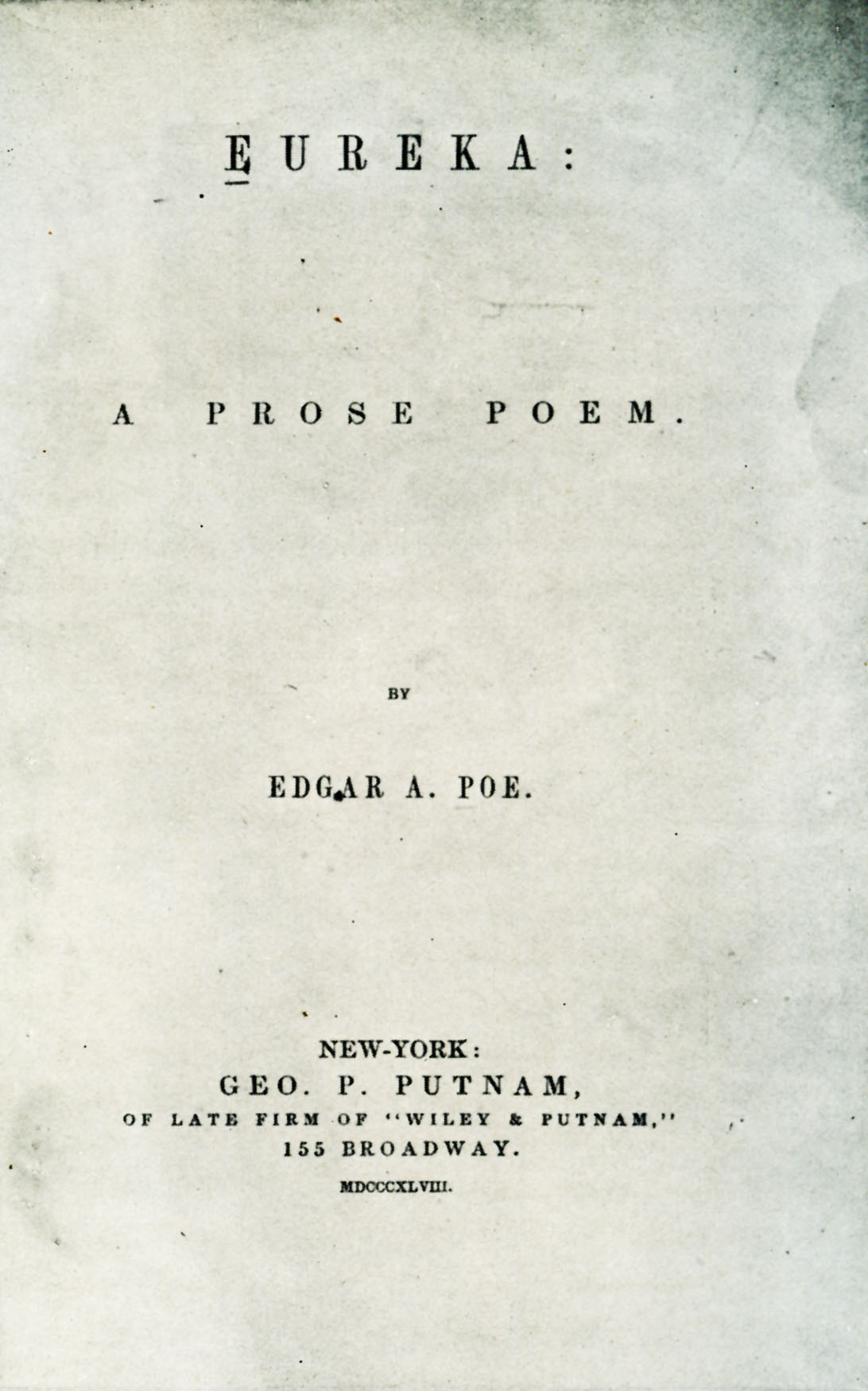
Eureka: A Prose Poem (1848)

### Ensaios
- "Maelzel's Chess Player" (Abril de 1836 – Southern Literary Messenger)[91]
- "The Philosophy of Furniture" (Maio de 1840 – Burton's Gentleman's Magazine)[92]
- "A Few Words on Secret Writing" (Julho de 1841 – Graham's Magazine)[93]
- "Morning on the Wissahiccon" (1844 – The Opal)[72]
- "The Philosophy of Composition" (Abril de 1846 – Graham's Magazine)[38]
- "Eureka: A Prose Poem" (Março de 1848 – Wiley & Putnam)[94]
- "The Rationale of Verse" (Outubro de 1848 – Southern Literary Messenger)[95]
- "The Poetic Principle" (Dezembro de 1848 – Southern Literary Messenger)[38]

### Novelas
- The Narrative of Arthur Gordon Pym (A Narrativa de Arthur Gordon Pym) (As duas primeiras parcelas, janeiro / fevereiro de 1837 - Southern Literary Messenger, emitidas como a novela ao término de julho de 1838)[96]
- The Journal of Julius Rodman (Primeiras seis parcelas, janeiro-junho de 1840 -Burton's Gentleman's Magazine) - Incompleto[97]

### Peças
- Politian (Duas parcelas, dezembro de 1835-janeiro de 1836 -Southern Literary Messenger'

## Coleções
Esta lista de colecções refere-se apenas àquelas impressas durante a vida e com permissão de Poe. Antologias modernas não estão incluídas.

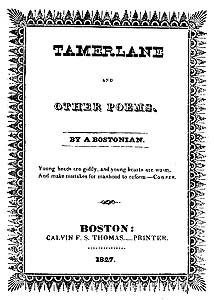
Tamerlane and Other Poems (1827)

- Tamerlane and Other Poems (creditadas por "um Bostonian") (1827)[4]
- Al Aaraaf, Tamerlane and Minor Poems (1829)[4]
- Poems (1831, impresso como "segunda edição")[98]
- Tales of the Grotesque and Arabesque (Contos do Grotesco e do Arabesco) (Dezembro de 1839)[99]
- The Prose Romances of Edgar A. Poe (1843)[100]
- Tales (1845, Wiley & Putnam)[101]
- The Raven and Other Poems (1845, Wiley & Putnam)[102]